# Earl of Wilton

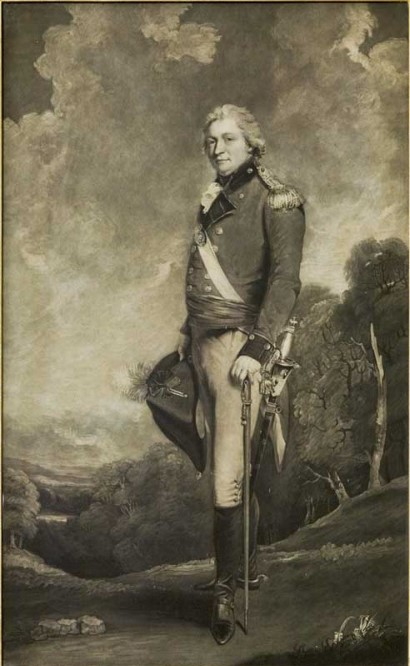
Thomas Egerton, 1. Earl of Wilton

Ursprüngliches Wappen der Earls of Wilton

Heutiges Wappen des Earl of Wilton (seit 1999)

Earl of Wilton, of Wilton Castle in the County of Hereford, ist ein erblicher britischer Adelstitel in der Peerage of the United Kingdom.

## Verleihung und nachgeordnete Titel
Der Titel wurde am 26. Juni 1801 für den ehemaligen Unterhausabgeordneten Thomas Egerton, 1. Baron Grey de Wilton, geschaffen. Zusammen mit der Earlswürde wurde ihm der nachgeordnete Titel Viscount Grey de Wilton verliehen, der auch als Höflichkeitstitel vom Heir apparent des jeweiligen Earl verwendet wird. Angesichts dessen, dass Egerton keine Söhne hatte und seine einzige Tochter mit Robert Grosvenor, 1. Marquess of Westminster verheiratet war und bereits drei Söhne hatte, erfolgte die Verleihung mit dem besonderen Zusatz, dass der Titel auf den zweiten und alle jüngeren Söhne seiner Tochter übergehen könne. Dies geschah dann auch beim Tod des ersten Earls 1814.
Beim Tod des 7. Earl fielen dessen beide Titel 1999 an dessen Cousin vierten Grades Francis Grosvenor, 6. Baron Ebury. Dieser führte bereits den 1857 in der Peerage of the United Kingdom geschaffenen Titel Baron Ebury, der seither ebenfalls ein nachgeordneter Titel des Earls ist.

## Weitere Titel
Der erste Earl war bereits am 15. Mai 1784 in der Peerage of Great Britain zum Baron Grey de Wilton, of Wilton Castle in the County Hereford, erhoben worden. Dieser Titel erlosch mangels männlichen Abkömmlings jedoch mit seinem Tod. Außerdem hatte der erste Earl bereits 1756 von seinem Vater den am 5. April 1617 in der Baronetage of England geschaffenen Titel (7.) Baronet, of Egerton and Oulton in the County of Chester, geerbt. Dieser fiel beim Tod des ersten Earls an einen entfernten Verwandten. 
Der dritte Earl wurde 1875, sieben Jahre bevor er die Earlswürde erbte, zum Baron Grey de Radcliffe, of Radcliffe in the County Palatine of Lancaster erhoben. Er starb 1885 kinderlos, sodass diese Baronie, die zur Peerage of the United Kingdom gehörte, erlosch.

## Liste der Earls of Wilton (1801)
- Thomas Egerton, 1. Earl of Wilton (1749–1814)
- Thomas Egerton, 2. Earl of Wilton (1799–1882)
- Arthur Egerton, 3. Earl of Wilton (1833–1885)
- Seymour Egerton, 4. Earl of Wilton (1839–1898)
- Arthur Egerton, 5. Earl of Wilton (1863–1915)
- Seymour Egerton, 6. Earl of Wilton (1896–1927)
- Seymour Egerton, 7. Earl of Wilton (1921–1999)
- Francis Grosvenor, 8. Earl of Wilton (* 1934)

Titelerbe (Heir apparent) ist der einzige Sohn des jetzigen Earls, Julian Grosvenor, Viscount Grey de Wilton (* 1959).